# Leyla Bilge
Leyla Bilge (* 17. Mai 1981 in İdil, Türkei) ist eine deutsche kurdischstämmige Aktivistin. Sie ist seit 2016 Parteimitglied der rechtspopulistischen und rechtsextremen AfD. Bilge rief zu zwei als „Frauenmarsch“ bezeichneten Demonstrationen am 17. Februar 2018 und 9. Juni 2018 in Berlin auf.

## Leben
Bilge reiste 1985 mit ihrer Familie per Visum aus dem südosttürkischen İdil in Deutschland ein. Nach ihren Angaben sei sie mit 16 Jahren zwangsverheiratet worden. Sie habe den Verein Leyla e. V. gegründet und sich damit seit 2014 dreimal im Irak und einmal in Syrien betätigt, wo sie privat Hilfe geleistet und sich um Flüchtlinge, vorwiegend um Christen und Jesiden, gekümmert habe. Die Kölner Boulevardzeitung Express bezeichnete sie im Januar 2015 als „eine der Frauen des Jahres 2014“. Im Sommer 2015 nahm Bilge einen minderjährigen Flüchtling, einen Cousin des ertrunkenen Alan Kurdi, bei sich auf. Die ehemalige Sunnitin konvertierte 2017 zum Christentum. Nach der Bundestagswahl 2017 arbeitete sie als Referentin für den AfD-Abgeordneten Ulrich Oehme. Bei der Bundestagswahl 2021 war sie auf Platz 6 der Landesliste der AfD Brandenburg, es wurden jedoch nur die ersten fünf der Landesliste in den Bundestag gewählt. Sie kandidierte als Direktkandidatin bei der Bundestagswahl 2025 im Wahlkreis Rosenheim für die AfD und erreichte als Zweitplatzierte 18,3 % hinter Daniela Ludwig (CSU, 40,9 Prozent). Seit 2025 lebt sie im Landkreis Rosenheim in Bayern und hat zwei Kinder.

## „Frauenmarsch“
Am 17. Februar 2018 fand in Berlin eine aus dem AfD-Umfeld unter dem Namen „Frauenmarsch“ organisierte Demonstration statt, an dem laut Polizei 500 Personen teilnahmen. Auf der für die Veranstaltung eingerichteten Facebook-Seite hatte Bilge u. a. mit den Worten, dass es „keinen Rückfall ins Mittelalter“ geben dürfe und einer „schleichenden Einführung der Scharia“ entgegenzuwirken sei, zur Teilnahme aufgerufen. Laut Innensenator Andreas Geisel nahmen bis zu 850 Personen teil, darunter ein Drittel Frauen. Zu den Teilnehmern gehörten auch Lutz Bachmann, Imad Karim und David Berger, der auf einem Demowagen eine Rede hielt und rief: „Wir sind die wahren Feministen!“, sowie laut Innenbehörde Neonazis, sogenannte Identitäre, „Reichsbürger“, NPD-Vertreter, Mitglieder des islamfeindlichen Bürgerbündnisses Havelland, das maßgeblich an der Organisation des Marsches beteiligt war, und die rechte Organisation „Wir für Deutschland“.
Zwischen 900 und 1500 Menschen warfen den Initiatoren „Rassismus unter dem Deckmantel des Feminismus“ vor. Die Koordinatorin der Gegendemonstration, Pazhareh Heidari, bezeichnete den Marsch der Frauen als „Fake-Feminismus“. Die AfD nehme eine grundsätzlich „frauenfeindliche Position“ ein; Bilge habe ein „rassistisches Weltbild“.
Auf Antrag der AfD-Fraktion debattierte auch der Deutsche Bundestag in einer Aktuellen Stunde über die Demonstration.
Im Juni 2018 fand ein zweiter, von Bilge angemeldeter und von der AfD offiziell unterstützter „Frauenmarsch“ unter dem Motto „Wir sind kein Freiwild..., Nirgendwo!!!“ in Berlin statt, für den im Vorfeld 2.000 Teilnehmer angemeldet wurden. Laut Polizei nahmen 300 Personen tatsächlich daran teil; mit ungefähr 200 Gegendemonstranten. Prominente Teilnehmer und Redner waren neben Bilge die ehemalige DDR-Bürgerrechtlerin Angelika Barbe, die syrisch-orthodoxe Ordensschwester Hatune Dogan und die AfD-Bundestagsabgeordnete Nicole Höchst.

## Positionen und Kritik
Bilge bezeichnete sich selbst als ehemalige CDU-Anhängerin. Sie trat im Sommer 2016 der AfD bei. Von Sommer 2017 bis zur Bundestagswahl 2017 trat sie bundesweit bei mehreren AfD-Wahlkampfveranstaltungen vollverschleiert mit Burka auf. Im Herbst 2017 trat sie als Sprecherin bei einer Pegida-Veranstaltung auf.
Im November 2017 war Bilge Moderatorin einer Konferenz des rechten Compact-Magazins in Leipzig, zu der nach Angaben der Leipziger Volkszeitung „namhafte Rechtsextremisten“ angereist waren. Zu den Rednern dieser Veranstaltung zählten z. B. Martin Sellner, österreichischer Aktivist der völkischen und unter Beobachtung des Verfassungsschutzes stehenden Identitären Bewegung, sowie Compact-Chefredakteur Jürgen Elsässer, der es beispielsweise auf der Leipziger Buchmesse 2018 als Aufgabe seiner Zeitschrift genannt hatte, die Spaltung der Gesellschaft zu vertiefen, um so „zum Sturz des Regimes beizutragen“. Den wiederholt wegen völkisch-rassistischer Äußerungen aufgefallenen Björn Höcke hatte Bilge als „die Stimme Deutschlands“ begrüßt.
Nach dem Abbruch des ersten sogenannten „Frauenmarschs“ im Februar 2018 empörte sie sich einem Bericht der Zeitung Die Welt zufolge in einem Live-Video, „man treffe nicht nur auf der Straße, sondern auch in Landtagen und im Bundestag auf ‚puren Faschismus‘, ‚pure Diktatur‘“.
Im Juni 2024 erstattete sie nach eigenen Angaben Strafanzeige gegen den SPD-Politiker Lars Klingbeil wegen Beleidigung und Volksverhetzung, weil er die AfD in der Elefantenrunde von n-tv nach der Europawahl als Nazis bezeichnet hatte.
Leyla Bilge wurde vom Amtsgericht Magdeburg am 16. April 2025 wegen Volksverhetzung zu 90 Tagessätzen à 30 € verurteilt.

## Schriften
- Leyla Bilge: Leyla Bilge. 2. Kapitel. In: Stephan Schwarz (Hrsg.): Mutfrauen. Erfolgreich mit Qualität. Ohne Quote. Ohne Quatsch. Mit einem Geleitwort von Beatrix von Storch. 2. Auflage. Gerhard-Hess-Verlag, Uhingen 2025, ISBN 978-3-87336-856-9, S. 21–25 (Inhaltsverzeichnis).